# Pattani (stad)
De stad Pattani (Thais: ปัตตานี) is de hoofdstad van de gelijknamige provincie en het district Pattani in het zuiden van Thailand. De stad telt ongeveer 45.000 inwoners. De bevolking is voornamelijk moslim en spreekt overwegend de lokale taal, het Yawi. De stad lijkt op het eerste gezicht meer op een stad in Maleisië of Indonesië dan een stad in Thailand. Ook de westerse gebouwen achtergelaten door Nederlanders, Portugezen en Engelsen maken dat de stad een on-Thaise sfeer heeft. De stad ligt aan de monding van de Pattani rivier die hier uitmondt in de baai van Pattani (Ao Pattani) een hoefijzervormige baai aan de Golf van Thailand.

## Bevolking
De bevolking van de stad wordt voor ongeveer 80% gevormd door moslims die Yawi spreken. De rest van de bevolking bestaat uit Chinezen en Thais uit andere delen van het land. Over het algemeen gaan de burgers zonder problemen met elkaar om, dit uit zich onder andere in het feit dat de overwegend moslimbevolking een Boeddhistische Chinese burgemeester heeft gekozen.

## Economie
Zoals in veel steden in Zuidoost-Azië domineren de Chinezen ook in Pattani de lokale handel en vormen zij ook een belangrijk deel van de bestuurlijke elite.

## Bestuur
De Chinezen zijn dominant in het bestuur in Pattani, zo is de gekozen burgemeester Chinees.

## Geschiedenis
Volgens Chinese geschiedschrijving is de stad al gesticht in de 2e eeuw. Over de vroege geschiedenis is veel onduidelijk, volgens Chinese geschriften zou het koninkrijk Lankasuka hier gelegen hebben. In de 9e eeuw is Pattani onderdeel van het Srivijaya koninkrijk. In de 11e eeuw is Pattani een belangrijke haven in de handel op de Zuid-Chinese Zee, dit komt voornamelijk door de baai van Pattani die een natuurlijke haven vormt. Vanuit het achterland wordt rijst geëxporteerd en vanuit Borneo komen onder andere ijzer en specerijen.
In de 13e eeuw is de stad onderdeel van het koninkrijk Pattani een onafhankelijke staat. Het gebied wordt kort daarop geannexeerd door het Thaise koninkrijk Sukhothai, later gaat het over aan het koninkrijk Ayutthaya. Verscheidene landen vestigden handelsposten bij de stad, de Portugezen in 1516, Nederland in 1602, Japan in 1605 en de Engelsen in 1612.
In de Tweede Wereldoorlog landen de Japanners in Pattani voor hun aanval op de Britse troepen in Maleisië en Singapore. In de jaren 70 en 80 van de 20e eeuw zijn er in en rondom de stad verscheidene onafhankelijkheidsbewegingen actief. Deze worden gepacificeerd, sedert 2000 laaien de onrusten weer op.
Op 4 januari 2004 vinden er in en rond Pattani-stad verscheidene aanslagen plaats.
Op 19 juni 2017 komen zes Thaise soldaten om het leven door een bermbom nabij de stad. Vier andere soldaten, die met de andere in één voertuig zaten, raakte gewond. De aanslag is (waarschijnlijk) gepleegd door moslim extremisten.

## Bezienswaardigheden
- De moskee Matsayit Klang
- De moskee Matsayit Kru Ze
- De San jao leng ju Kieng

## Festivals
- Het festival van Lim Ko Niaw